# Зидани (Камбуница)
Зидани или Станос (на гръцки: Ζιδάνι, Στανός) е историческо село в Република Гърция, на територията на дем Сервия, област Западна Македония.

## География
Селото е било разположено югозападно от Сервия, в планината Алонорахи. Край селото е разположен Зиданският манастир.

## История

### В Османската империя
Станос е споменато заедно със Соск (край Фрурио) и Молиск от Георги Акрополит в XIII век, описвайки пътя на Михаил II Комнин към Прилеп. В 1200 година в Станос намират убежище разбитите от Алексий III Ангел бунтовници на Камидзи. В 1204 година е част от тема Пелагония-Прилеп.
В 1528 година Зидани има 45 домакинства с 203 жители.
Александър Синве ("Les Grecs de l’Empire Ottoman. Etude Statistique et Ethnographique"), който се основава на гръцки данни, в 1878 година пише, че в Зидани (Zidani) живеят 90 гърци.
На Етнографската карта на Битолския вилает на Картографския институт в София от 1901 година Зидан е чисто гръцко село в Серфидженската каза на Серфидженския санджак с 10 къщи.
Според статистика на Серфидженския санджак на гръцкото консулство в Еласона от 1904 година в Зиданио (Ζιδάνιο), Серфидженска каза, живеят 50 гърци елинофони християни.

### В Гърция
През октомври 1912 година, по време на Балканската война, в селото влизат гръцки части и след Междусъюзническата война в 1913 година селото остава в Гърция.
| Година    | 1913 | 1920 | 1928 | 1940 | 1951 | 1961 | 1971 | 1981 | 1991 | 2001 | 2011 | 2021 |
| --------- | ---- | ---- | ---- | ---- | ---- | ---- | ---- | ---- | ---- | ---- | ---- | ---- |
| Население | 26   | 13   | 5    |      |      |      |      |      |      |      |      |      |